# Горжава, Томаш
То́маш Го́ржава (чеш. Tomáš Hořava; род. 29 мая 1988 года в Брно, Чехословакия) — чешский футболист, полузащитник. Выступал за сборную Чехии.

## Карьера
Томаш — выпускник футбольной школы «Сигмы» из Оломоуца, где он играл за основной состав с октября 2006 года до июня 2013 года. Выступал под 17 номером.

### «Виктория Пльзень»
Перед началом сезона 2013/14 перешёл в «Викторию» за 14 миллионов крон, подписав четырёхлетний контракт до 30 июня 2017 года.
В домашнем ответном матче 3-го квалификационного раунда Лиги чемпионов 2013/14, 7 августа 2013 года против эстонского «Нымме Калью» забил свой дебютный гол в Лиге Чемпионов. «Виктория» выиграла 6:2 и вышла в следующий раунд.
В июне 2021 года, в свзяи с длительнымими проблемами со здоровьем, принял решение завершить карьеру.

## Сборная

### Сборная до 21 года
Томаш сыграл за сборную Чехии до 21 года 17 матчей (12 побед, 1 ничья, 4 поражения). В июне 2011 года он принял участие в чемпионате Европы до 21 года в Дании, где чешская команда достигла полуфинала.

### Национальная сборная
В ноябре 2012 года он был впервые вызван Михалом Билеком (вместо травмированного Томаша Хюбшмана) в Чешскую национальную сборную на матч со Словакией 14 ноября 2012 года в Оломоуце . Томаш вышел на замену 79-й минуте вместо Владимира Дариды. Матч закончился со счётом 3:0 в пользу сборной Чехии.

## Статистика выступлений за сборную
| Матчи за сборную Чехии | Матчи за сборную Чехии | Матчи за сборную Чехии | Матчи за сборную Чехии | Матчи за сборную Чехии | Матчи за сборную Чехии  | Матчи за сборную Чехии |
| ---------------------- | ---------------------- | ---------------------- | ---------------------- | ---------------------- | ----------------------- | ---------------------- |
| №                      | Дата                   | Оппонент               | Счёт                   | Голы                   | Соревнование            |                        |
| 1                      | 14 ноября 2012         | Словакия               | 3:0                    | -                      | Товарищеский матч       |                        |
| 2                      | 14 августа 2013        | Венгрия                | 1:1                    | -                      | Товарищеский матч       |                        |
| 3                      | 15 ноября 2013         | Канада                 | 2:0                    | 1                      | Товарищеский матч       |                        |
| 4                      | 21 мая 2014            | Финляндия              | 2:2                    | -                      | Товарищеский матч       |                        |
| 5                      | 3 июня 2014            | Австрия                | 1:2                    | 1                      | Товарищеский матч       |                        |
| 6                      | 8 октября 2016         | Германия               | 0:3                    | -                      | Отборочный матч ЧМ-2018 |                        |
| 7                      | 11 ноября 2016         | Норвегия               | 2:1                    | -                      | Отборочный матч ЧМ-2018 |                        |
| 8                      | 22 марта 2017          | Литва                  | 3:0                    | 1                      | Товарищеский матч       |                        |
| 9                      | 26 марта 2017          | Сан-Марино             | 6:0                    | -                      | Отборочный матч ЧМ-2018 |                        |
| 10                     | 10 июня 2017           | Норвегия               | 1:1                    | -                      | Отборочный матч ЧМ-2018 |                        |
| 11                     | 1 июня 2018            | Австралия              | 0:4                    | -                      | Товарищеский матч       |                        |
| 12                     | 6 июня 2018            | Нигерия                | 1:0                    | -                      | Товарищеский матч       |                        |
| 13                     | 6 сентября 2018        | Украина                | 1:2                    | -                      | Лига Наций 2018/19      |                        |
| 14                     | 10 сентября 2018       | Россия                 | 1:5                    | -                      | Товарищеский матч       |                        |

## Достижения
Сигма Оломоуц
- Обладатель Кубка Чехии: 2011/12
- Обладатель Суперкубка Чехии: 2012

Виктория Пльзень
- Чемпион Чехии (3): 2014/15, 2015/16, 2017/18
- Обладатель Суперкубка Чехии: 2015